# Faitout Maouassa
Christ-Emmanuel Faitout Maouassa (Villepinte, Isla de Francia, 6 de julio de 1998), más conocido como Faitout Maouassa, es un futbolista francés que juega como defensa en el A. S. Nancy-Lorraine de la Ligue 2.

## Trayectoria
Debutó como profesional el 3 de agosto de 2015 con el Nancy, fue en la fecha 1 de la Ligue 2 contra el Tours, ingresó en el minuto 60 por Maurice Dalé y empataron sin goles.
Su segundo encuentro fue el 22 de septiembre contra el Nîmes Olympique, ingresó en el minuto 83 por Anthony Robic cuando perdían 2 a 1, y un minuto en cancha le bastó para anotar su primer gol oficial, finalmente empataron 2 a 2.
El 25 de septiembre debutó en la Copa de la Liga de Francia, fue titular por primera para enfrentar a Bourg-Péronnas, jugaron 120 minutos debido a que empataron, pero perdieron 5 a 4 por penales y quedaron eliminados en la segunda ronda.

## Selección nacional
Ha sido internacional con la selección de Francia en la categoría sub-17, sub-18 y sub-19.
Debutó con la selección el 17 de diciembre de 2014, jugó un partido amistoso contra Rumania, disputó el primer tiempo y ganaron 3 a 1.
Fue convocado para defender la selección en la Ronda Élite del Campeonato de Europa Sub-17, quedaron en el grupo 1 con España, Israel y Suecia. El 20 de marzo de 2015 jugó contra Israel, fue titular y ganaron 1 a 0. Su segundo partido de la ronda fue el 22 de marzo contra Suecia, jugó todo el encuentro, recibió una tarjeta amarilla y ganaron 7 a 1. El último partido del grupo fue contra España, nuevamente fue titular pero esta vez fue sustituido al final, empataron 1 a 1 y clasificaron como primeros a la fase final.
El entrenador Jean-Claude Giuntini convocó a Maouassa, para jugar la fase final del campeonato en Bulgaria. Francia quedó en el grupo C con Escocia, Grecia y Rusia.
Su primer rival fue Escocia, el 7 de mayo se enfrentaron y ganaron 5 a 0, jugó el partido completo. El 10 de mayo jugaron contra Rusia, fue un partido parejo, en el que su compañero Odsonne Edouard convirtió al minuto 50 el único gol del encuentro para lograr los 3 puntos, Christ-Emmanuel jugó todo el encuentro. Ya clasificados a la siguiente fase, restaba disputar un encuentro para asegurar el primer lugar. La fase de grupos terminó el 13 de mayo contra Grecia, fue titular y ganaron 1 a 0.
En cuartos de final, quedaron emparejados con Italia y se enfrentaron el 16 de mayo, jugó los 80 minutos y ganaron por 3 a 0. El 19 de mayo jugaron contra Bélgica la semifinal, fue titular, empataron 1 a 1, fueron a penales y clasificaron a la final del certamen europeo.
Alemania no conocía la derrota en la competición y se enfrentaron en la final el 22 de mayo ante más de 14 000 personas en el Lazur Stadium, su compañero Edouard brilló y anotó su primer triplete con la selección, lo que permitió el triunfo 4 a 1, Christ-Emmanuel jugó todo el encuentro. Francia consiguió su segundo título como campeón de Europa Sub-17.
Francia clasificó a la Copa Mundial de Fútbol Sub-17 de 2015 con sede en Chile.
Fue convocado por Jean-Claude Giuntini para participar del Torneo Limoges Sub-18 2015, aunque fueron citados jugadores sub-17 para prepararse para la Copa Mundial de la categoría. Estados Unidos y Australia, también llevaron su plantel sub-17 para preparase pensando en el mundial, el cuadrangular lo completó la sub-19 de Stade Rennais.
El 2 de septiembre debutó en Limogés, jugó como titular contra Stade Rennais y a pesar de dar 2 años de ventaja, empataron 1 a 1. El segundo encuentro, el 4 de septiembre, fue contra Estados Unidos, fue titular y empataron 0 a 0. El 6 de septiembre jugaron el último partido, fue titular y al minuto 13 anotó su primer gol con Francia, ganaron 6 a 0. Francia finalizó el torneo con 5 puntos, y por mejor diferencia de goles se coronó campeón.
El 25 de septiembre fue confirmado por el técnico en la plantilla para participar de la Copa Mundial sub-17.
Debutó a nivel mundial el 19 de octubre de 2015, fue en la fecha 1 de la fase de grupos, se enfrentaron a Nueva Zelanda, anotó un gol y ganaron 6 a 1. Luego jugaron contra Paraguay, que contaban con jugadores como Blas Riveros y Sergio Díaz, fue un partido parejo, en el que ganaron los europeos 3 a 2. Cerraron el ante Siria, selección a la que derrotaron 4 a 0. Maouassa jugó como titular los dos primeros encuentros, y como ya estaban clasificados a la siguiente ronda, el entrenador le dio descanso en el último partido, de igual forma ingresó al minuto 67.
En octavos de final, se enfrentaron a otra selección americana, Costa Rica, empataron sin goles, por lo que fueron a penales y ganaron los Ticos por 5 a 3.

### Participaciones en categorías inferiores
| Competición                                 | Sede     | Resultado        | Partidos | Goles |
| ------------------------------------------- | -------- | ---------------- | -------- | ----- |
| Campeonato de Europa Sub-17 de la UEFA 2015 | Bulgaria | Campeón          | 9        | 0     |
| Copa Mundial Sub-17 de 2015                 | Chile    | Octavos de final | 4        | 1     |
| Campeonato Europeo de la UEFA Sub-19 2016   | Alemania | Campeón          | 4        | 0     |

## Estadísticas

### Clubes
Actualizado al 24 de mayo de 2024.
| Club                         | Div.          | Temporada     | Liga  | Liga  | Copas nacionales | Copas nacionales | Torneos internacionales | Torneos internacionales | Total | Total |
| Club                         | Div.          | Temporada     | Part. | Goles | Part.            | Goles            | Part.                   | Goles                   | Part. | Goles |
| ---------------------------- | ------------- | ------------- | ----- | ----- | ---------------- | ---------------- | ----------------------- | ----------------------- | ----- | ----- |
| A. S. Nancy-Lorraine Francia | 2.ª           | 2015-16       | 4     | 1     | 1                | 0                | ―                       | ―                       | 5     | 1     |
| A. S. Nancy-Lorraine Francia | 1.ª           | 2016-17       | 14    | 3     | 5                | 0                | ―                       | ―                       | 19    | 3     |
| Stade Rennais F. C. Francia  | 1.ª           | 2017-18       | 19    | 0     | 3                | 0                | ―                       | ―                       | 22    | 0     |
| Nîmes Olympique Francia      | 1.ª           | 2018-19       | 27    | 0     | 3                | 0                | ―                       | ―                       | 30    | 0     |
| Nîmes Olympique Francia      | Total club    | Total club    | 27    | 0     | 3                | 0                | 0                       | 0                       | 30    | 0     |
| Stade Rennais F. C. Francia  | 1.ª           | 2019-20       | 23    | 3     | 6                | 0                | 3                       | 0                       | 32    | 3     |
| Stade Rennais F. C. Francia  | 1.ª           | 2020-21       | 23    | 0     | 1                | 0                | 2                       | 0                       | 26    | 0     |
| Stade Rennais F. C. Francia  | Total club    | Total club    | 65    | 3     | 10               | 0                | 5                       | 0                       | 80    | 3     |
| Club Brujas · Bélgica        | 1.ª           | 2021-22       | 7     | 0     | 1                | 0                | 1                       | 0                       | 9     | 0     |
| Club Brujas · Bélgica        | Total club    | Total club    | 7     | 0     | 1                | 0                | 1                       | 0                       | 9     | 0     |
| Montpellier H. S. C. Francia | 1.ª           | 2022-23       | 33    | 5     | 1                | 0                | ―                       | ―                       | 34    | 5     |
| Montpellier H. S. C. Francia | Total club    | Total club    | 33    | 5     | 1                | 0                | 0                       | 0                       | 34    | 5     |
| R. C. Lens "II" Francia      | 5.ª           | 2023-24       | 3     | 0     | ―                | ―                | ―                       | ―                       | 3     | 0     |
| R. C. Lens "II" Francia      | Total club    | Total club    | 3     | 0     | 0                | 0                | 0                       | 0                       | 3     | 0     |
| R. C. Lens Francia           | 1.ª           | 2023-24       | 3     | 0     | 1                | 1                | 0                       | 0                       | 4     | 1     |
| R. C. Lens Francia           | Total club    | Total club    | 3     | 0     | 1                | 1                | 0                       | 0                       | 4     | 1     |
| Granada C. F. · España       | 1.ª           | 2023-24       | 6     | 0     | ―                | ―                | ―                       | ―                       | 6     | 0     |
| Granada C. F. · España       | Total club    | Total club    | 6     | 0     | 0                | 0                | 0                       | 0                       | 6     | 0     |
| A. S. Nancy-Lorraine Francia | 2.ª           | 2025-26       | 0     | 0     | 0                | 0                | ―                       | ―                       | 0     | 0     |
| A. S. Nancy-Lorraine Francia | Total club    | Total club    | 18    | 4     | 6                | 0                | 0                       | 0                       | 24    | 4     |
| Total carrera                | Total carrera | Total carrera | 162   | 12    | 22               | 1                | 6                       | 0                       | 190   | 13    |

### Reserva
Actualizado al 21 de agosto de 2016.
Último partido citado: Nancy 2 - 2 Schiltigheim
| Club          | Div.          | Temporada     | Liga  | Liga  | Copas nacionales | Copas nacionales | Torneos internacionales | Torneos internacionales | Total | Total |
| Club          | Div.          | Temporada     | Part. | Goles | Part.            | Goles            | Part.                   | Goles                   | Part. | Goles |
| ------------- | ------------- | ------------- | ----- | ----- | ---------------- | ---------------- | ----------------------- | ----------------------- | ----- | ----- |
| Nancy Francia | 5.ª           | 2014/15       | 4     | 0     | -                | -                | -                       | -                       | 4     | 0     |
| Nancy Francia | 5.ª           | 2015/16       | 10    | 5     | -                | -                | -                       | -                       | 10    | 5     |
| Nancy Francia | 5.ª           | 2016/17       | 1     | 0     | -                | -                | -                       | -                       | 1     | 0     |
| Nancy Francia | Total club    | Total club    | 15    | 5     | 0                | 0                | 0                       | 0                       | 15    | 5     |
| Total carrera | Total carrera | Total carrera | 15    | 5     | 0                | 0                | 0                       | 0                       | 15    | 5     |

### Selecciones
Actualizado al 5 de septiembre de 2016.
Último partido citado: Francia 2 - 1 Ucrania
| Sub-17 Francia | 2014/15       | 9  | 0 | - | - | 2  | 0 | 11 | 0 |
| Sub-17 Francia | 2015/16       | -  | - | 4 | 1 | 2  | 1 | 6  | 2 |
| Sub-17 Francia | Total sel.    | 9  | 0 | 4 | 1 | 4  | 1 | 17 | 2 |
| Sub-18 Francia | 2015/16       | -  | - | - | - | 6  | 0 | 6  | 0 |
| Sub-18 Francia | Total sel.    | -  | - | - | - | 6  | 0 | 6  | 0 |
| Sub-19 Francia | 2015/16       | 4  | 0 | - | - | 0  | 0 | 4  | 0 |
| Sub-19 Francia | 2016/17       | 0  | 0 | - | - | 3  | 0 | 3  | 0 |
| Sub-19 Francia | Total sel.    | 4  | 0 | - | - | 3  | 0 | 7  | 0 |
| Total carrera | Total carrera | 13 | 0 | 4 | 1 | 13 | 1 | 30 | 2 |
| (1)Incluidos los datos del Campeonato de Europa Sub-17 de la UEFA (2015) y el Campeonato Europeo de la UEFA Sub-19 (2016) (2)Incluidos los datos de la Copa Mundial Sub-17 (2015) |               |    |   |   |   |    |   |    |   |

## Palmarés

### Títulos nacionales
| Título                      | Club        | País    | Año  |
| --------------------------- | ----------- | ------- | ---- |
| Ligue 2                     | A. S. Nancy | Francia | 2016 |
| Primera División de Bélgica | Club Brujas | Bélgica | 2022 |

### Títulos internacionales
| Título                                 | Club (*)             | País     | Año  |
| -------------------------------------- | -------------------- | -------- | ---- |
| Campeonato de Europa Sub-17 de la UEFA | Selección de Francia | Bulgaria | 2015 |
| Campeonato Europeo de la UEFA Sub-19   | Selección de Francia | Alemania | 2016 |

(*) Incluyendo la selección.

### Distinciones individuales
| Distinción                                                           | Año  |
| -------------------------------------------------------------------- | ---- |
| Parte del Equipo del Torneo del Campeonato Europeo de la UEFA Sub-19 | 2016 |